# Gun-Britt Nyberg
Gun-Britt Eva Alice Nyberg, gift Rosendal, född 8 mars 1943 i Finland, är en svensk orienterare som tog VM-silver i stafett 1968 och NM-brons i stafett 1971.